# Monsieur Hulot
Pour les articles homonymes, voir Hulot.

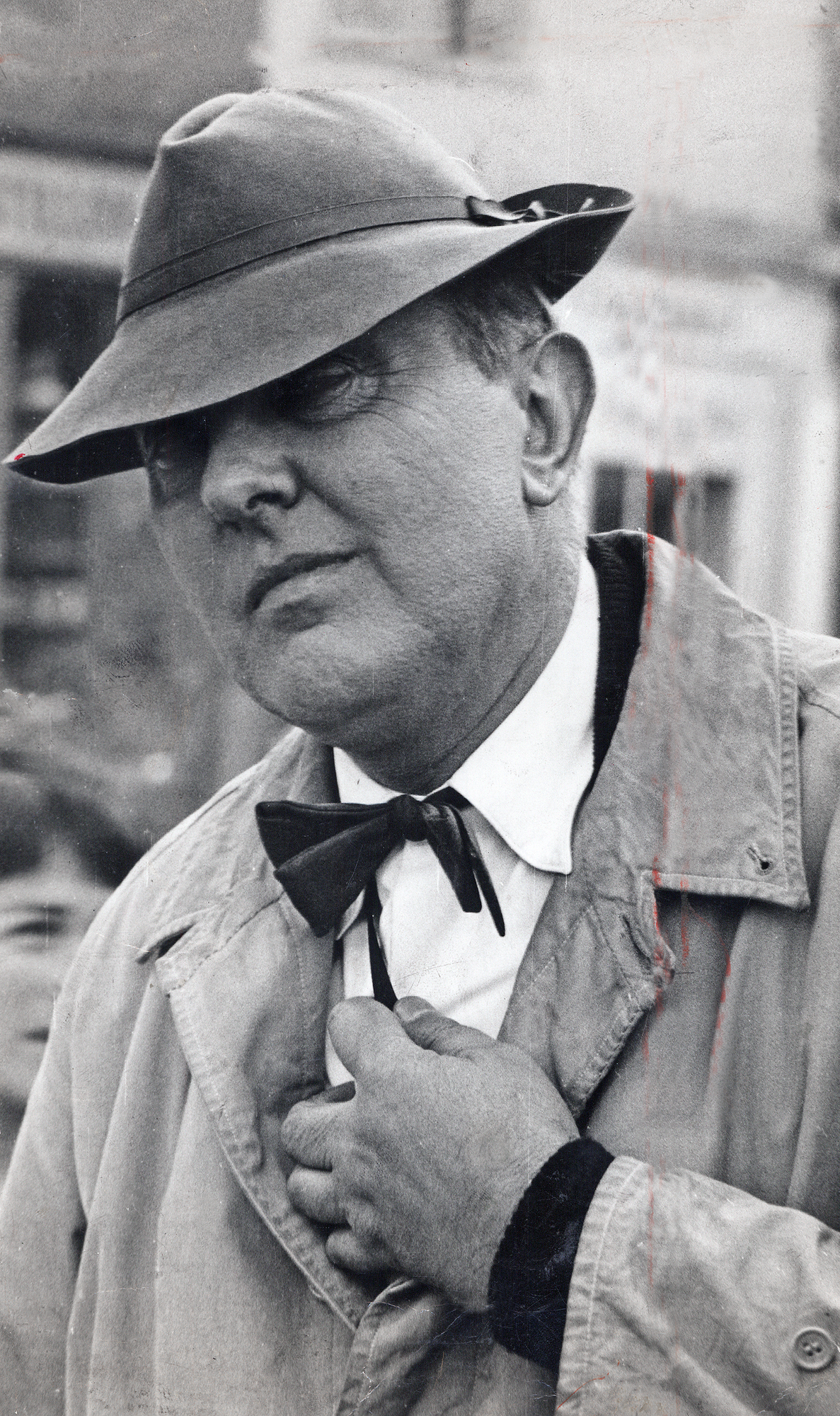
Monsieur Hulot.

Monsieur Hulot est un personnage de cinéma créé et interprété par le réalisateur, acteur et scénariste français, Jacques Tati, apparu en 1953 dans Les Vacances de monsieur Hulot.
Il s'agit d'un personnage présentant toutes les caractéristiques du cinéma muet, bien que tous les films qui le présentent soient parlants. Celui-ci se heurte généralement à un monde impersonnel, technologique et gadgétisé. Jacques Tati qui vivait dans un immeuble parisien, s'est inspiré de son voisin appelé justement Mr Hulot et qui n'était autre que le grand-père du journaliste, présentateur et ancien ministre Nicolas Hulot, pour créer son personnage.

## Analyse

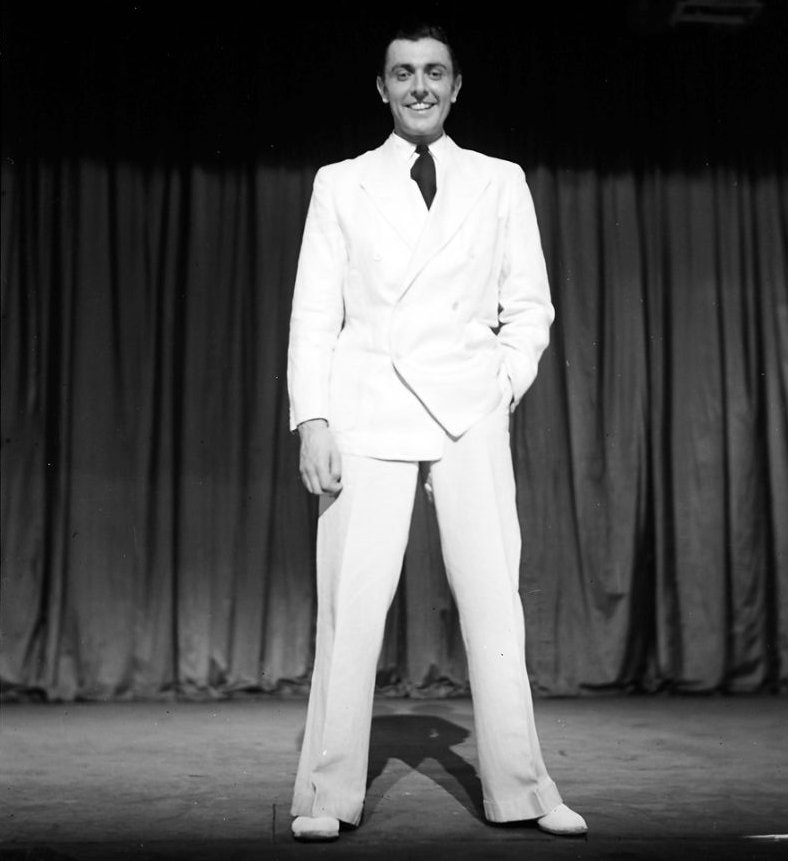
Jacques Tati, créateur du personnage de monsieur Hulot.

Sa démarche caractéristique (singulier mélange de raideur et d'élasticité, elle aurait été empruntée à un copain de régiment, au temps où il effectue son service militaire dans les 16e régiment de dragons), ainsi que son allure vestimentaire (une veste dans Les vacances puis un imperméable beige mal ajusté et un brin chiffonné dans les films suivants, son pantalon feu de plancher découvrant des chaussettes rayées, sa fine pipe vissée aux lèvres, son parapluie sur le bras et qu'il n'ouvrira qu'une seule fois, et son chapeau tyrolien sans plume en feutre vert qu'il soulève civilement) soulignent son excentricité et son inadaptation à la société moderne,. Ces caractéristiques en font, selon l'avis de certains cinéphiles, un personnage autant burlesque qu'attachant,.
Monsieur Hulot est un personnage échappé du cinéma muet dans le monde du parlant. Il se heurte à la technologie, à un monde impersonnel et gadgétisé. Jacques Tati s'est servi de ses capacités de mime pour le confronter aux dérèglements, aux rites et au ridicule d'un monde en mutation. Ce personnage et sa silhouette jouissent d'une certaine célébrité en France, dès la sortie du premier film présentant ses aventures, succédant ainsi au personnage du facteur de Jour de fête que Jacques Tati a créé six ans auparavant.
Jacques Tati déclare lui-même, au sujet de son personnage : « C'est alors que j'ai eu l'idée de présenter monsieur Hulot, personnage d'une indépendance complète, d'un désintéressement absolu et dont l'étourderie, qui est son principal défaut, en fait, à notre époque fonctionnelle, un inadapté ».
Monsieur Hulot s'inscrit ainsi dans la lignée des burlesques du cinéma muet, tels que le font certains acteurs et scénaristes comme Max Linder, Charlie Chaplin, Harold Lloyd, Buster Keaton.

## Éléments caractéristiques du personnage

### Pipe
La pipe est l'un des accessoires incontournables du personnage de Monsieur Hulot.
Elle fait l'objet d'une polémique en 2009, lorsque la régie publicitaire de la RATP, lors de la publication de l'affiche de l'exposition consacrée au cinéaste Jacques Tati par la cinémathèque française sur les autobus et les couloirs du métro parisien, prend la décision de supprimer l'accessoire de la bouche du personnage de Mon oncle. À la suite de cette polémique, les députés décident en 2011 « d'exclure le patrimoine culturel d'une application trop littérale de la loi Évin interdisant toute propagande, directe ou indirecte, en faveur du tabac ».

### Voitures

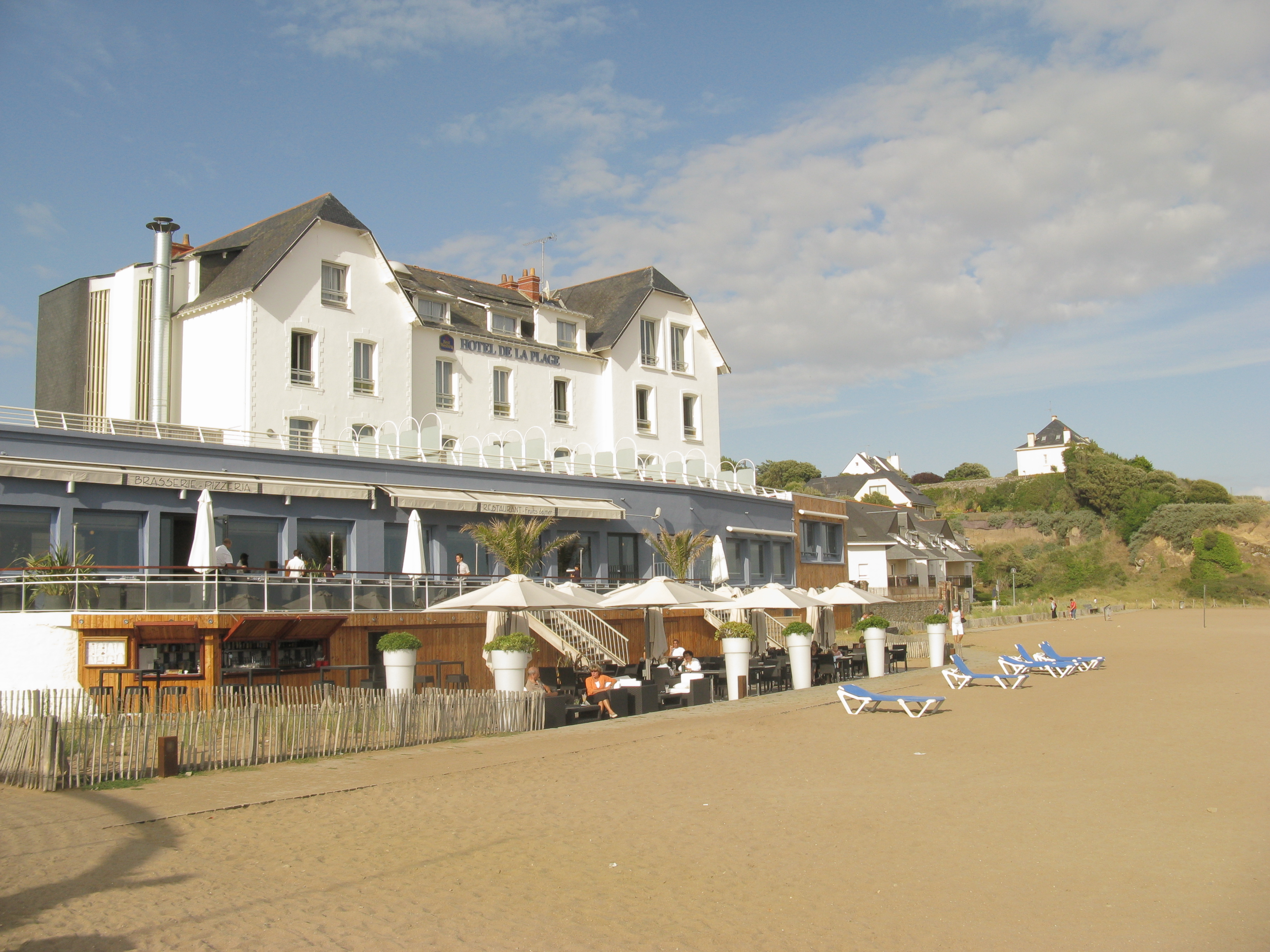
La première apparition de Monsieur Hulot dans sa voiture se fait devant l'Hôtel de la Plage de Saint-Marc.

#### DansLes Vacances
Par son originalité et son omniprésence, particulièrement au début du film, la vieille voiture des années 1920 de Monsieur Hulot est un personnage à part entière des vacances. Cette voiture est à l'origine une  voiturette de catégorie administrative cyclecar, 1 100 cm3 maxi, de la marque française Salmson, type VAL 3 (Voiturette André Lombard, l'ingénieur qui l'avait conçue), qu'André Pierdel, chargé des effets spéciaux, avait modifiée pour les besoins du film afin d'en faire un « vieux tacot » ridicule, ainsi que le rapporte Stéphane Pajot : « Normalement, la vraie voiture avait les ailes arrondies. Je les ai coupées droites, puis on a ajouté une roue de secours sur le côté avec une corne à poire. Tati voulait qu'elle soit plus marrante et qu'elle pétarade. En fait, j'étais planqué dans le coffre avec un tuyau et du talc pour faire un panache de fumée à l'échappement. Un moment, un paquet de talc est tombé sur la route mais on ne s'en aperçoit pas. Pour qu'elle ait un côté encore plus ridicule, on a ajouté le filet, la canne à pêche... »
D'après Jean-Philippe Guérand, la Salmson type VAL3 ainsi mutilée et ridiculisée pour les besoins comiques du film a en réalité connu son heure de gloire : elle aurait en effet gagné plusieurs courses automobiles, notamment en 1923 l'épreuve des 24 heures du Bol d'or de Saint-Germain-en-Laye à la moyenne de quatre-vingts kilomètres à l'heure.

#### DansTrafic
Dans Trafic, il s'agit d'une Renault 4L, conçue par Monsieur Hulot (dont on sait dès lors qu'il est dessinateur), aménagée en voiture de camping révolutionnaire, dotée de nombreux gadgets (comme la calandre qui se rabat à l'horizontale pour devenir gril de barbecue), pour une présentation au salon automobile d'Amsterdam.

## Inspiration
Jacques Tati s'est inspiré, pour la création de son personnage, de son voisin architecte, le grand-père de Nicolas Hulot, lequel déclare à ce propos, lors d'une interview : « Enfant, je l'avais entendu dire par mes parents. Pour en avoir le cœur net, j'ai appelé la fille du cinéaste et j'ai pu reconstituer toute l'histoire. Mon grand-père était l'architecte de l'immeuble dans lequel habitait Jacques Tati. Chaque fois qu'il y avait un problème, la gardienne lui disait : « Il faut appeler Monsieur Hulot ! » Cela revenait comme un leitmotiv. Il semble que mon grand-père avait une silhouette particulière, qui a frappé Tati. Aussi, lorsqu'il a créé son célèbre personnage, il s'est souvenu du nom et a demandé l'autorisation de l'utiliser,. »
Il s'agit ainsi de l'architecte de l'immeuble où vécut Jacques Tati, rue de Penthièvre (8e arrondissement de Paris).

## Filmographie
- 1953 : Les Vacances de monsieur Hulot de Jacques Tati.
- 1958 : Mon oncle de Jacques Tati.
- 1967 : Playtime de Jacques Tati.
- 1970 : Domicile conjugal de François Truffaut, caméo. Monsieur Hulot est interprété par Jacques Cottin (doublure de Jacques Tati dans ses films).
- 1971 : Trafic de Jacques Tati.

## Postérité

### Plage et statue de Monsieur Hulot

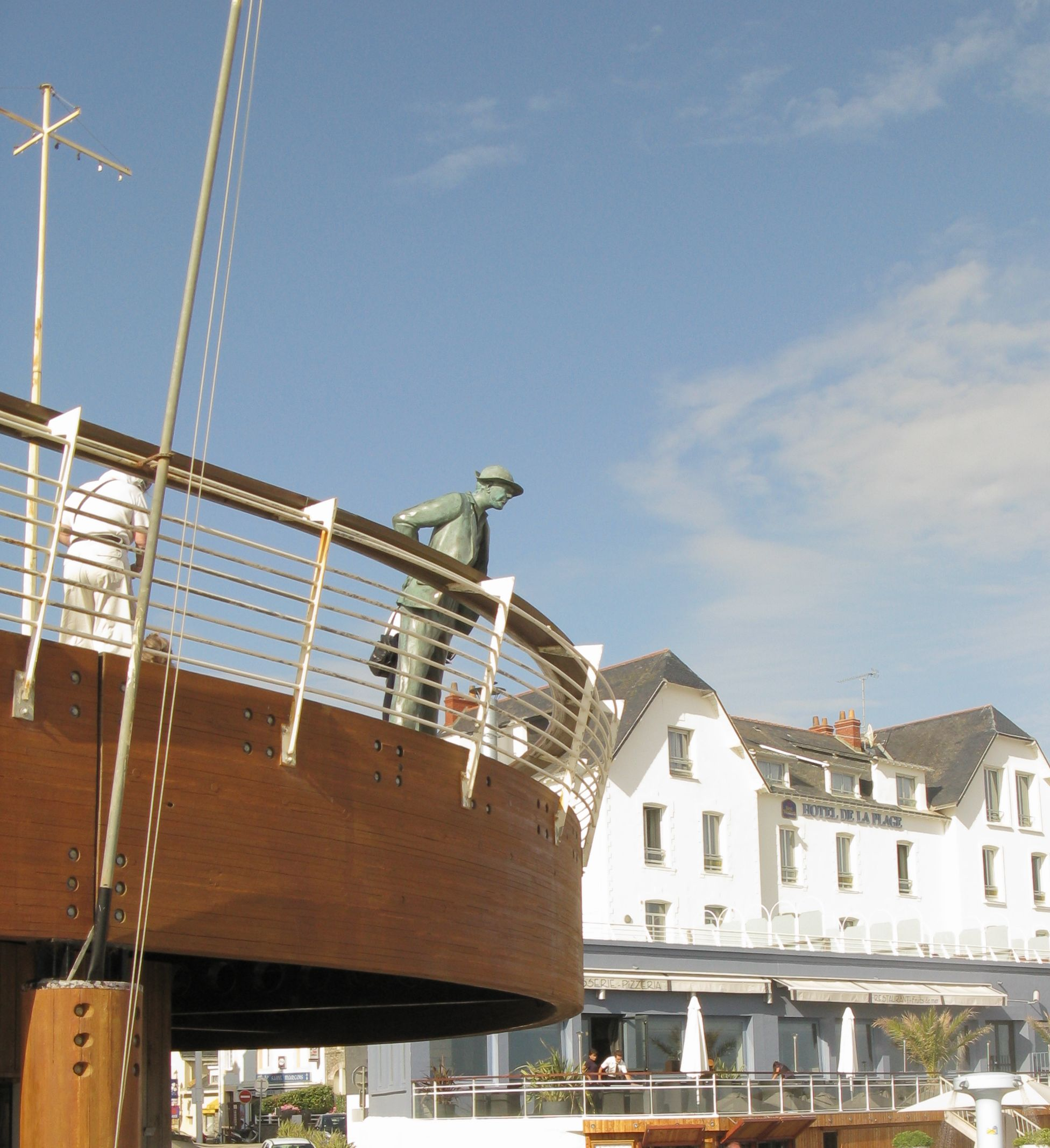
Saint-Marc-sur-Mer, statue de M. Hulot et Hôtel de la Plage.

Le sculpteur français Emmanuel Debarre a créé une statue de bronze de Monsieur Hulot, qui a été érigée sur le lieu du tournage des Vacances de Monsieur Hulot, à côté de l'« Hôtel de la Plage », qui a servi de lieu de villégiature au personnage à Saint-Marc-sur-Mer, station balnéaire située dans la commune de Saint-Nazaire. La plage vers laquelle est tournée la statue a également été baptisée officiellement « plage de Monsieur Hulot ».
À l'origine, la statue a été créée avec une pipe, accessoire indispensable au personnage mais celle-ci a été dérobée peu de temps après l'installation du monument.

### Hommage de Boris Vian
Dans l'hommage effectué par l'écrivain français Boris Vian, au moment de la sortie du film Mon oncle, l'écrivain français, décédé l'année suivante, n'hésitait pas à effectuer un parallèle entre le personnage de Charlot et celui de Monsieur Hulot :

« Le dernier film de Jacques Tati, Mon oncle, l'emporte encore en perfection sur ces deux classiques de l'écran que sont devenus Jour de fête et Les Vacances de M. Hulot. En vous présentant la musique originale, naïve et gaie de ce ravissant chef-d'œuvre, nous savons ce que nous faisons : nous vous offrons l'illustration sonore d'un film qui durera autant que les bandes immortelles de Chaplin… Et Tati est bien plus qu'un Chaplin français ; c'est un créateur original, un poète de la pellicule, un artiste aussi simple qu'il est bourré de talent. Tati c'est Tati : Il ne ressemble à personne et il faudrait se donner bien du mal pour lui ressembler. »

— Boris Vian, BOF de Mon oncle, disques Fontana

### Apparitions dans d'autres films
Un sosie de Monsieur Hulot (interprété par la doublure et costumier de Jacques Tati, Jacques Cottin) apparaît sur le quai d'une station de métro aérien de Paris dans le film Domicile conjugal, tourné en 1970, par François Truffaut.